# Lake Terang
Lake Terang är en sjö i Australien. Den ligger i delstaten Victoria, omkring 190 kilometer väster om delstatshuvudstaden Melbourne. 
Trakten runt Lake Terang består till största delen av jordbruksmark. Runt Lake Terang är det mycket glesbefolkat, med 4 invånare per kvadratkilometer. Genomsnittlig årsnederbörd är 919 millimeter. Den regnigaste månaden är juni, med i genomsnitt 122 mm nederbörd, och den torraste är februari, med 24 mm nederbörd.